# Robert van Gulik
Robert Hans van Gulik (髙羅佩) (Zutphen, 9 de agosto de 1910-La Haya, 24 de septiembre de 1967) fue un muy versado orientalista, diplomático, músico de guqin y escritor, especialmente conocido por los misterios del Juez Di, protagonista que tomó prestado de la novela del siglo XVIII "Casos celebrados del Juez Di".
Van Gulik fue el hijo de un oficial médico del ejército neerlandés que fue comisionado a las Indias orientales neerlandesas (actualmente Indonesia ). Nació en los Países Bajos, pero entre los tres y doce años de edad vivió en Yakarta, donde aprendió chino mandarín y otras lenguas. En 1934 asistió a la universidad de Leiden y obtiene un título en 1935. Su talento como lingüista le permitió obtener trabajo en el servicio exterior, en cuyo servicio vivió en varios países, especialmente del sudeste asiático, Japón y China. 
Se encontraba en Tokio cuando Japón declaró la guerra a los aliados en 1941, pero al año siguiente, junto con el resto del cuerpo diplomático logró ser evacuado. Pasó el resto de la Segunda Guerra Mundial como secretario de la misión holandesa ante el gobierno nacionalista de Chiang Kai-shek en Chongqing.
Al finalizar la guerra, regresó a los Países Bajos, desde donde viaja a Estados Unidos como canciller de la embajada holandesa en Washington D. C.. Volvió a visitar Japón en 1949, y permaneció allí los cuatro años siguientes, donde publicó sus dos primeros libros; Celebrated Cases of Judge Dee y una edición privada de dibujos eróticos sobre la dinastía Ming. 
Información posterior lo muestra viajando por todo el mundo, desde Nueva Delhi, pasando por Kuala Lumpur, hasta Beirut (durante la guerra civil de 1958 en el Líbano) y La Haya. Desde 1965 hasta su temprana muerte por cáncer en 1967 fue el embajador de los Países Bajos en Japón.

## NOVELAS DEL JUEZ DI
- Dee Goong An / Celebrated Cases of Judge Dee. 1949. No traducida al castellano.
- The Chinese Maze Murder. 1951. No traducida al castellano.
- Los asesinos de la campana china. (The Chinese Bell Murders). 1958. Editorial Edhasa
- New Year's Eve in Lan-Fang. 1958. No traducida al castellano.
- Tres cuentos chinos. (The Chinese Gold Murders). 1959. Editorial Edhasa.
- Los misterios del lago asesino. (The Chinese Lake Murders). 1960. Editorial Edhasa.
- El misterio del pabellón rojo. (The Red Pavilion). 1961. Editorial Edhasa.
- El monasterio encantado. (The Haunted Monastery). 1961. Editorial Edhasa.
- The Chinese Nail Murders. 1961. No traducida al castellano.
- El biombo lacado. (The Lacqeur Screen). 1962. Editorial Quaterni.
- La perla del emperador. (The Emperor's Pearl). 1963. Editorial Edhasa.
- El fantasma del templo. (The Phantom of the Temple). 1965. Editorial Edhasa.
- El jarrón chino. (The Willow Pattern). 1965. Editorial Molino.
- The Monkey and the Tiger. 1965. No traducida al castellano.
- Asesinato en Cantón. (Murder in Canton). 1966. Editorial Edhasa.
- Judge Dee at Work. 1967. No traducida al castellano.
- Necklace and Calabash. 1967. No traducida al castellano.
- Poets and Murder. 1968. No traducida al castellano.

## OTRAS NOVELAS
- The Given Day. 1964. No traducida al castellano.

## ENSAYOS
- Erotic Colour Prints of the Ming Period: With an Essay on Chinese Sex Life from the Han to the Ch'ing Dynasty, B.C. 206-A.D. 1644. 1951. No traducida al castellano.
- La vida sexual en la antigua China. (Sexual Life in Ancient China: A Preliminary Survey of Chinese Sex and Society from ca.1500 B.C. till 1644 A.D.). 1961. Editorial Siruela.